# سوقراطيا إيكزورهيزا
سوقراطيا إيكزورهيزا، النخلة الماشية أو كاشبونا، هي نخلة موطنها الأصلي الغابات المطيرة في المناطق الاستوائية بأميريكا الوسطى والجنوبية. يمكنها النمو حتى ارتفاع 25 مترًا، مع قطر ساق يصل إلى 16 سم، لكن في العادة يتراوح طولها مابين 15 إلى 20 مترًا و12 سنتيمترًا في القُطر. تمتلك الشجرة جذورًا غير اعتيادية. عثر على العديد من أنواع النباتات الفوقية النامية على النخيل. يتم تلقيح النخلة من قبل الخنافس، ومختلف الكائنات الحيّة الأكِلة للبذور أو الشتلات، حيث للنخلة أوراقًا كبيرة داكنة اللون تشبه الريش، وتثمر فواكه صغيرة.

## وظيفة الجذور الطويلة
تمكن الجذور الطويلة النخلة الماشية، أن تتحرك كل سنة لمسافة قد تصل إلى متر واحد، في رحلة البحث عن الضوء، حيث تقوم بتجديد جذورها بمد جذور جديدة تتخذ شكل سيقان، بينما تموت الجذور القديمة.

## مناطق التواجد
تتواجد النخلة الماشية، حصرًا، في دول أمريكا الوسطى (نيكاراغوا، كوستاريكا، وبنما) وقد تتواجد أيضا في حوض الأمازون في أمريكا الجنوبية. كما لها وجود أيضا في جزر موريس بالمحيط الهندي.

مسيرة النبات في الحركة من أجل البحث عن أشعة الشمس. 1 - تنمو النخلة بشكلٍ طبيعي. 2 - تسقط شجرة على النخلة وتجعل الجذور على مستوى سطحي. 3 - جذور طويلة جديدة تنمو من الجذور القديمة والجذور الأصلية (الخطوط المتقطة) تبدأ في الموت. 4 - تواصل النخلة نموها طبيعيًا لكنها الآن من المكان الذي نبتت فيه بالأصل.

## الإستخدامات
يستعمل الجذع في بناء المنازل وهياكل أخرى، كما يستعمل في صنع رماح للصيد. عادة ما يتم تقسيمها طوليًا قبل أن تستخدم، ولكن يمكن أيضًا أن تُجَوف وتستعمل كأنبوب. الأجزاء الداخلية من الجذور الطويلة تستخدم كمنشطات جنسية طبيعية للذكور. كما تطهى الجذور في الماء لإعداد شاي لعلاج الالتهاب كبدي. والثمار الصفراء خاصتها قابلة للأكل.